# The Gentlemen (film fra 2019)
The Gentlemen er en amerikansk film fra 2019 instrueret af Guy Ritchie

## Medvirkende
- Matthew McConaughey som Michael "Mickey" Pearson
  - Tom Lambert som ung Mickey
- Charlie Hunnam som Raymond Smith
- Henry Golding som "Dry Eye"
- Michelle Dockery som Rosalind Pearson
- Jeremy Strong som Matthew Berger
- Colin Farrell som Coach
- Hugh Grant som Fletcher
- Eddie Marsan som Dave "Big Dave"
- Tom Wu som George "Lord George"
- Bugzy Malone som Ernie
- Chidi Ajufo som "Bunny"
- Jason Wong som Phuc
- Brittany Ashworth som Ruby
- Samuel West som Lord Pressfield
- Geraldine Somerville som Lady Pressfield
- Eliot Sumner som Laura Pressfield
- George Asprey som "Lord Snowball"
- Lyne Renée som Jackie
- Chris Evangelou som "Primetime"
- Franz Drameh som Benny
- John Dagleish som "Hammy"
- Tom Rhys Harries som Power Noel
- Danny Griffin som Aslan
- Max Bennett som Brown
- Ashley McGuire som Maureen
- Eugenia Kuzmina som Misha
- Lily Frazer som Lisa the Mechanic
- Jordan Long som Barman
- Gershwyn Eustache Jnr som Roger